# Steunmaatregelen tijdens de coronacrisis in Nederland
Vanwege de economische gevolgen van de coronacrisis in Nederland in 2020 stelde de Nederlandse overheid verscheidene steunmaatregelen in voor ondernemingen. 
Op 17 maart kondigden de ministers Hoekstra (Financiën), Koolmees (Sociale Zaken) en Wiebes (Economische Zaken) een steunpakket aan, waar voor de eerste 3 maanden zo'n 10 à 20 miljard euro wordt uitgetrokken. Het pakket bestaat uit de volgende regelingen:
- Tijdelijke noodmaatregel overbrugging voor behoud werkgelegenheid (NOW): tegemoetkoming tot 90% van de loonkosten, afhankelijk van de omzetdaling. Deze vervangt de regeling werktijdverkorting.
- Tijdelijke overbruggingsregeling zelfstandig ondernemers (Tozo): voor wie voldoet aan het urencriterium voor de zelfstandigenaftrek, en al was ingeschreven bij de Kamer van Koophandel voordat deze regeling werd aangekondigd. Aanvulling van het inkomen tot het sociaal minimum, zonder vermogens- of partnertoets. Ondersteuning volgens deze regeling is ook mogelijk in de vorm van een lening voor bedrijfskapitaal, tegen een verlaagd rentepercentage. Hiervoor speelt het vermogen wel een rol.[3][4]
- Beleidsregel tegemoetkoming ondernemers getroffen sectoren COVID-19[5][6][7] (TOGS): eenmalige gift van € 4000 voor ondernemingen met bepaalde SBI-codes, mits de onderneming een vestiging heeft met een ander adres dan het privéadres van de eigenaar van de onderneming, of het een horecaonderneming is. Het bedrag geldt per onderneming, dus niet per vestiging. Voorwaarde is een omzetverlies van in totaal minstens € 4000 in het betrokken tijdvak van drie maanden, en tevens minstens dit bedrag aan vaste lasten.

- Borgstelling MKB-kredieten (BMKB-C): verruiming BMKB voor lenen bij banken
- Belastingen: betalingsuitstel en lagere rente
- Garantie Ondernemersfinanciering-regeling (GO): verruiming staatsgarantie op (middelgrote) leningen
- Rentekorting op microkredieten
- BL: financiering voor land- en tuinbouw
- Zorgverzekeraars: maandelijkse bijdrage voor zorgaanbieders
- Startups en scale-ups: extra ondersteuning
- Toeristenbelasting en cultuursector: generieke en specifieke maatregelen, onder meer vrijstelling van toeristenbelasting
- SET COVID19: subsidie voor digitale zorgtoepassingen
- Banken: uitstel op aflossen leningen
- Pensioenfondsen: soepeler opstelling binnen wettelijke kaders
- Douane: coulanter met boetes, mogelijkheid tot betalingsuitstel
- EU: 37 miljard euro noodsteun
- Tijdelijke Ondersteuning Noodzakelijke Kosten (TONK)

In voorkomende gevallen kunnen meerdere regelingen tegelijk van toepassing zijn, waaronder twee van de regelingen NOW, Tozo en TOGS, of alle drie. Voor een grote onderneming is de NOW het belangrijkst, voor een zzp'er komen de Tozo en TOGS in aanmerking. Een TOGS-uitkering telt niet als inkomen voor de Tozo.
Er komt een verlenging die eerst zou zijn tot en met augustus, maar dat wordt nog een maand langer, dus tot en met september, van onder meer NOW en Tozo, maar TOGS stopt. Voor Tozo komt er wel een partnerinkomenstoets.

## Afbouw en aankondiging beëindiging per 1 oktober 2021
Op 29 jun 2021 werd het steunpakket voor het bedrijfsleven teruggeschroefd vanwege de positieve ontwikkelingen van de economie. De tegemoetkoming voor de kosten van de loonsom werd verlaagd van 100% tot 80%. Het steunpakket werd beëindigd met ingang van 1 oktober 2021.

## Nieuwe steunmaatregelen na nieuwe coronamaatregelen
Op 16 november 2021 kondigde het kabinet steunmaatregelen aan voor ondernemers die getroffen werden door de op 12 november afgekondigde coronamaatregelen. De steun gold met name de horeca, maar ook de landbouw, de evenementensector, de cultuursector en de sportsector. Met de maatregelen was circa € 1,3 miljard gemoeid.